# Estudios de Prado del Rey
Los estudios de RTVE en Prado del Rey (Pozuelo de Alarcón, Madrid) es el principal centro de producción y la sede central de la Corporación de Radio y Televisión Española.

## Historia
Fueron fundados en 1964 para sustituir a la anterior sede de TVE, ubicada en el paseo de La Habana (Madrid), e inaugurados por Francisco Franco. Su Estudio 1 tenía una superficie de 1.200 metros cuadrados, lo que le convertía en uno de los platós más grandes del mundo por la época. Desde 1965, también albergó la producción de la Segunda Cadena. En 1973 se trasladó allí la sede central de Radio Nacional de España, en una dependencia anexa al edificio principal que se denominó la 'Casa de la Radio'.
En 1973, con el estreno oficial de las emisiones en color, y al hacerse una importante parte de la producción televisiva aún en blanco y negro, se construyó un edificio específico en Prado del Rey para producciones en color, mientras que en la otra se continuó haciendo producciones en blanco y negro. Al final de la década, en todo Prado del Rey ya se producía en color.

### Aluminosisyamianto
En 1995 se tuvieron que cerrar algunos estudios, entre ellos el Estudio 1, por problemas de aluminosis en el edificio. Tras las reparaciones, se reanudó la actividad normal.
En octubre de 2011, a raíz de la denuncia sindical de Comisiones Obreras, se decidió demoler todos los edificios que tuvieran amianto en su construcción, lo que suponía un riesgo para la salud de los trabajadores de RTVE al tratarse el amianto de una sustancia cancerígena. Esta medida afectó a los edificios de los antiguos Estudios Color, donde actualmente se ubicaban los estudios 10 y 11, el taller de decorados, los almacenes de climatización y grúas y los espacios de climatización, vestuario y moviolas.
En 2018 falleció José María Íñigo, mítico presentador de TVE, a causa de un mesotelioma. Posteriormente, el Juzgado de lo Social número 2 de Madrid reconoció en sentencia judicial que su enfermedad ocurrió a causa del amianto del Estudio 1.

### Proyecto abortado de nueva sede
El 21 de marzo de 2007, RTVE anunció que planeaba desprenderse de Prado del Rey, los Estudios Buñuel y Torrespaña, para construir una nueva sede única en Madrid.
El 18 de julio de 2010 se aprobó la construcción de la nueva sede en la finca de Retamares (Pozuelo de Alarcón, Madrid), que se iba a adquirir al Ministerio de Defensa. Estas instalaciones iban a ser un "remate" del actual Parque de la Imagen, hogar de varias corporaciones audiovisuales.
No obstante, la crisis económica abortó el proyecto en diciembre del mismo año, reemplazando el proyecto de mudanza por uno de modernización y reestructuración de las sedes ya existentes y RTVE decidió conservar Prado del Rey y Torrespaña y finalmente vender los Estudios Buñuel en 2015, para trasladarlos a Prado del Rey, construyendo nuevos platós. Además TVE derribó los Estudios de Color (dentro de Prado del Rey) para construir nuevos platós más modernos. Y también tuvo que desamiantar los platós 1, 2 y 3.

## Edificios en Prado del Rey
Los principales edificios que se encuentran en el recinto son:
- Edificio Televisión: En él se encuentran seis estudios de televisión y todo lo relacionado para la producción de contenidos televisivos (redacciones, salas de realización, camerinos...).[8][9]

| Estudio   | Año construcción | Tamaño  |
| --------- | ---------------- | ------- |
| Estudio 1 | 1964             | 1200 m² |
| Estudio 2 | 1964             | 567 m²  |
| Estudio 3 | 1964             | 561 m²  |
| Estudio 4 | 1996             | 840 m²  |
| Estudio 5 | 2019             | 960 m²  |
| Estudio 6 | 2019             | 829 m²  |

| Estudios desaparecidos | Notas |
| ---------------------- | --- |
| Estudio 10             | (Estudios de color).                                                                                           |
| Estudio 11             | (Estudios de color).                                                                                           |
| Estudio 7              | (reconvertido en almacén).                                                                                     |
| Viejo estudio 4        | |
| Carpa                  | Construida en los noventa para ¿Qué apostamos? y otros espacios de gran formato. Se mantuvo más de una década. |

- Casa de la Radio: Estudios centrales de RNE. También es la sede del Archivo Histórico de RNE.
- Edificio Corporación: Lugar donde se encuentran las oficinas administrativas de la corporación.
- Edificio del Archivo: Sitio donde se conserva el archivo audiovisual de TVE.
- Edificio Unidades Móviles: Recinto donde se guarda todo el material técnico utilizado en retransmisiones.
- Edificio de comedores, donde también se encuentran las oficinas de los sindicatos.
- Almacén de atrezo, donde se almacena atrezo reutilizable, además de mobiliario de todo tipo. Desde los sillones históricos de Chicho Ibáñez Serrador a cuadros de programas dramáticos.
- Talleres y construcción de decorados: Varias naves donde se construyen, diseñan y almacenan escenografías. También donde se cobija maquinaria y otros elementos necesarios en una factoría televisiva.
- Parking de Unidades móviles

| Casa de la Radio | Edificio Corporación | Edificio Televisión |
| ---------------- | -------------------- | ------------------- |